# Уън Дзябао
Уън Дзябао (на традиционен китайски: 溫家寶, на опростен китайски: 温家宝, на пинин: Wēn Jiābǎo) китайски политик и държавник, 6-и министър-председател на КНР, постоянен член на Политбюро на ЦК на КПК. Уън Дзябао заема третия главен пост в китайската политическа йерархия след председателя КНР и председателя на Постоянния комитет на Общокитайското събрание на народните представители. Роден е на 15 септември 1942 година в Тиендзин в семейство на селски учители. Женен е има две деца.
Уън е дипломиран инженер от Пекинския институт по геология. Завършва висшето си образование през 1968 година. Впоследствие е разпределен в провинция Гансу, където работи като технически сътрудник и политически организатор в Геологическото управление на провинцията. През 1980-те години Уън Дзябао прави успешна кариера като партиен лидер и е преместен в столицата Пекин, където преминава за кратко през Партийната школа на ЦК на ККП. През 1986 година става началник на Канцеларията на ЦК на КПК. По време на студентските протести на площад Тиенанмън през 1989 година Уън Дзябао придружава генералния секретар Джао Дзъян на манифестацията. Заради проявеното излишно либерално отношение към студентите лидера Джао Дзъян е сложен под домашен арест, но Уън успява да избегне краха на своята кариера. През 1998 година Уън е повишен на поста заместник-министър-председател при управлението на Джу Жундзи и отговаря за земеделието и финансите.
През 2003 г. е избран за министър-председател на Китайската народна република и заедно с председателя Ху Дзинтао играят ключова роля в управлението на страната. Смятани са лидери от 4-тото поколение на Китайската комунистическа партия. Известен е с любезността си и строгата си етика в работата, поради които е един от най-ярките членове на настоящата китайска политическа номенклатура. Неговите популизъм и имидж на „човек от народа“ силно го отличават от останалата част от китайския политически елит.